# Lassana Faye
Lassana Faye (Rotterdam, 15 giugno 1998) è un calciatore olandese, difensore dell'HB Tórshavn.

## Statistiche

### Presenze e reti nei club
Statistiche aggiornate al 4 gennaio 2018.
| Stagione        | Squadra         | Campionato      | Campionato | Campionato | Coppe nazionali | Coppe nazionali | Coppe nazionali | Coppe continentali | Coppe continentali | Coppe continentali | Altre coppe | Altre coppe | Altre coppe | Totale | Totale | Totale |
| Stagione        | Squadra         | Comp            | Pres       | Reti       | Comp            | Pres            | Reti            | Comp               | Pres               | Reti               | Comp        | Pres        | Reti        | Pres   | Reti   |        |
| --------------- | --------------- | --------------- | ---------- | ---------- | --------------- | --------------- | --------------- | ------------------ | ------------------ | ------------------ | ----------- | ----------- | ----------- | ------ | ------ | ------ |
| 2016-2017       | Vitesse         | E               | 2          | 0          | CO              | 1               | 0               | -                  | -                  | -                  | -           | -           | -           | 3      | 0      |        |
| 2017-2018       | Vitesse         | E               | 6          | 0          | CO              | 0               | 0               | UEL                | 5                  | 0                  | SO          | 1           | 0           | 12     | 0      |        |
| Totale carriera | Totale carriera | Totale carriera | 8          | 0          |                 | 1               | 0               |                    | 5                  | 0                  |             | 1           | 0           | 15     | 0      |        |

## Palmarès

### Club

#### Competizioni nazionali
- Coppa dei Paesi Bassi: 1

Vitesse: 2016-2017